# Роман-сюр-Изер
Рома́нс-сюр-Изе́р (фр. Romans-sur-Isère, окс. Rumans d'Isèra) — город и коммуна во Франции, находится в регионе Рона — Альпы. Департамент коммуны — Дром. Входит в состав двух кантонов Роман-сюр-Изер и Бур-де-Пеаж. Округ коммуны — Валанс.
Код INSEE коммуны 26281.

## География
Романс-сюр-Изер расположен приблизительно в 470 км к юго-востоку от Парижа, в 85 км южнее Лиона, в 18 км к северо-востоку от Валанса на правом берегу реки Изер.

## Население
Население коммуны на 2008 год составляло 33 440 человек.
| 1962   | 1968   | 1975   | 1982   | 1990   | 1999   | 2008   |
| ------ | ------ | ------ | ------ | ------ | ------ | ------ |
| 26 377 | 31 545 | 33 030 | 33 152 | 32 734 | 32 667 | 33 440 |

## Администрация
| Период | Период | Фамилия            | Партия                    | Профессия |
| ------ | ------ | ------------------ | ------------------------- | --------- |
| 1830   | 1835   | Поль Эмиль Жиро    |                           |           |
| 1945   | 1955   | Поль Деваль        | левоцентрист              |           |
| 1955   | 1977   | Пьер Дидье         | правоцентрист             |           |
| 1977   | 1983   | Жорж Фийу          | Социалистическая партия   | журналист |
| 1983   | 1990   | Этьен-Жан Лапасса  | Социалистическая партия   | учитель   |
| 1990   | 2012   | Анри Бертоле       | Социалистическая партия   | учитель   |
| 2012   | 2014   | Филип Дрезин       | Социалистическая партия   |           |
| 2014   |        | Мари-Элен Тораваль | Союз за народное движение |           |

## Экономика
Одной из главных отраслей экономики является обувная промышленность. В городе расположена штаб-квартира Franco-Belge de Fabrication du Combustible, дочерней компании Areva NP, производящей оборудование для атомных электростанций.
В 2007 году среди 20 281 человека в трудоспособном возрасте (15-64 лет) 13 858 были экономически активными, 6423 — неактивными (показатель активности — 68,3 %, в 1999 году было 68,4 %). Из 13 858 активных работали 11 440 человек (6049 мужчин и 5391 женщина), безработных было 2418 (1201 мужчина и 1217 женщин). Среди 6423 неактивных 2052 человека были учениками или студентами, 1742 — пенсионерами, 2629 были неактивными по другим причинам.

## Достопримечательности
- Соборная церковь Сен-Барнар (XII—XIII века). Исторический памятник с 1840 года[4]
- Церковь Нотр-Дам-де-Лурд (1937 год)
- Башня Жакемар (1174 год)[5]. Исторический памятник с 1963 года[6]
- Кладбище Реколле (XVI век). Исторический памятник с 1986 года[7]
- Старый город со средневековыми домами XIV века
- «Старый мост», соединяющий Романс-сюр-Изер и Бур-де-Пеаж
- Музей обуви, расположен в бывшем монастыре

## Города-побратимы
- Колвилл[англ.] (Великобритания, с 1962)
- Злин (Чехия, с 1967)
- Штраубинг (Германия, с 1970)
- Задар (Хорватия, с 1985)
- Эль-Джем (Тунис, с 1987, кооперация)
- Тарудант (Марокко, с 1994, кооперация)
- Бейт-Сахур (Государство Палестина, с 1995, кооперация)
- Варденис (Армения, с 1996, кооперация)
- Корсано (Италия, с 2009)

## Фотогалерея
- Романc-сюр-Изер и Бур-де-Пеаж
- Соборная церковь Сен-Барнар
- Башня Жакемар
- Мэрия
- Музей обуви